# RIG-I
ريغ-1 (بالإنجليزية RIG-I) (الجين المحفز لحمض الرتينويك 1) هو مستقبل تعرف على النمط عصاري خلوي مسؤول على استجابة الإنترفيرون من النوع 1 (إفن1). ريغ-1 جزيء أساسي في تعرف جهاز المناعة الفطري على الخلايا التي أصيبت بالفيروسات. تشمل هذه الفيروسات: فيروس غرب النيل، فيروس التهاب الدماغ الياباني، فيروس إنفلونزا أ، فيروس سينداي [الإنجليزية]، الفيروسة المصفرة وفيروس كورونا. يُعتبر ريغ-1 بنيويا على أنه هيليكاز رنا من عائلة صندوق dead [الإنجليزية] معتمد على الـATP لولبي، ويتعرف على جزيئات الرنا مزدوجة السلاسل الفيروسية القصيرة في العصارة الخلوية أثناء الإصابة بالفيروس، ويتعرف كذلك على جزيئات الرنا غير الاعتيادية الأخرى (مثل الرنا غير المشفر). حين يتم تنشيطه بواسطة رنا مزدوج، تهاجر نطاقات تنشيط وتجنيد كاسباز [الإنجليزية] (كارد: CARD) الموجودة في نهايته الأمينية لترتبط مع نطاقات كارد الموجودة في بروتين التأشير ضد الفيروسي المتقدري [الإنجليزية] (مافس MAVS) وعندما يحدث ذلك يتم تنشيط مسار التأشير الخاص بالإنترفيرون 1. للإنترفيرونات من النوع 1 ثلاث وظائف رئيسية: الحد من انتشار الفيروس إلى الخلايا المجاورة، تعزيز الاستجابة المناعية الفطرية بما في ذلك الاستجابات الالتهابية، والمساعدة في تنشيط جهاز المناعة التكيفي.
أظهرت دراسات أخرى أنه في بيئات مكروية مختلفة مثل بيئة الخلايا السرطانية، يقوم ريغ-1 بوظائف أخرى زيادة على التعرف على الجزيئات الفيروسية. وجدت أورثولوغات لريغ-1 في ثدييات مثل: الإوز، البط، بعض الأسماك، وبعض الزواحف. يتواجد ريغ-1 في معظم الخلايا بما في ذلك مختلف خلايا جهاز المناعة الفطري، ويكون في حالة غير نشطة عادة. الفئران معطلة الجين التي هُندِست بحذف جين ريغ-1 أو جعله غير وظيفي تكون غير صحية وغالبا ما تموت وهي أجنة، والتي تبقى على قيد الحياة تواجه اضطرابا خطيرا في النمو. يناهض محث جينات الإنترفيرون [الإنجليزية] (ستينغ: STING) وظيفة ريغ-1 عبر الارتباط بنهايته الأمينية، وذلك ربما لتجنب التنشيط المفرط لمسار التأشير الخاص به والمناعة الذاتية المصاحبة له.